# Guglionesi
Guglionesi é uma comuna italiana da região do Molise, província de Campobasso, com cerca de 5.158 habitantes. Estende-se por uma área de 100 km², tendo uma densidade populacional de 52 hab/km². Faz fronteira com Campomarino, Larino, Montecilfone, Montenero di Bisaccia, Palata, Petacciato, Portocannone, San Giacomo degli Schiavoni, San Martino in Pensilis, Termoli.

## Demografia
| Variação demográfica do município entre 1861 e 2011                               |
|                                                                                   |
| Fonte: Istituto Nazionale di Statistica (ISTAT) - Elaboração gráfica da Wikipedia |